# Westland Whirlwind (jaktflygplan)
Westland Whirlwind var världens första tvåmotoriga jaktflygplan och konstruerades i Storbritannien i slutet på 1930-talet. Det var när det byggdes världens snabbaste jaktflygplan på låg höjd och med sina fyra automatkanoner också det kraftigast beväpnade. Även på andra sätt var det ett mycket modernt flygplan, men valet av motorer samt en krympande roll att fylla gjorde att flygplanet blev relativt kortlivat.

## Utveckling
Under 1930-talet började flygplan som Supermarine Spitfire, Hawker Hurricane och Messerschmitt Bf 109 utvecklas. De var både snabbare och stryktåligare än tidigare generationens jaktflygplan vilket gjorde att det krävdes kraftigare beväpning för att slå ut dem. Spitfire och Hurricane beväpnades med så många som åtta kulsprutor för att ha en rimlig chans att få in tillräckligt många träffar i målet för att kunna slå ut det. Luftministeriet insåg att kulor i 7,7 mm kaliber var för klena för att orsaka någon nämnvärd skada på ett modernt flygplan såvida de inte råkade träffa någon vital del, i synnerhet som piloten ofta skyddades av pansarplåt. Automatkanoner som avfyrade tyngre och dessutom explosiva projektiler däremot kunde slå ut ett flygplan med bara några enstaka träffar. År 1935 utfärdade man därför specifikation F.37/35 på ett ”tungt jaktflygplan” beväpnat med automatkanoner. Även andra flygplanstillverkare presenterade olika konstruktioner, men enmotoriga flygplan hade svårt att få plats med automatkanoner samtidigt som rekylen från kanoner i vingarna kunde tvinga flygplanet ur kurs. Westlands val av två motorer gjorde visserligen Whirlwind dyrare, men fyra automatkanoner koncentrerade i nosen visade sig vara den bästa lösningen och Luftministeriet beställde två prototyper i februari 1937.
Den första prototypen genomförde sin jungfruflygning 11 oktober 1938 med Westlands testpilot Harald Penrose vid spakarna. Westland var så nöjda med resultatet att de försökte övertala Luftministeriet att få börja serieproduktionen omedelbart, men det dröjde till början av 1939 innan de lade en beställning på 200 flygplan. Det första serieproducerade flygplanet rullade ut från fabriken i juni 1940 och leveranserna till RAF påbörjades månaden efter. Dessvärre var trycket på Rolls-Royces flygmotortillverkning hårt och de valde att sluta tillverka motorn Peregrine för att koncentrera sig på Merlin och den problemtyngda Vulture. Produktionen av Whirlwinds avslutades därför i januari 1942 efter bara 114 tillverkade flygplan. Westland erbjöd sig att utveckla en större variant av Whirlwind med Merlin-motorer, men Luftministeriet sade nej. Hawker Typhoon kunde fylla rollen lika väl, var billigare och gick fortare att tillverka. Ett jaktbombflygplan med två Merlin-motorer hade man dessutom redan i form av de Havilland Mosquito. Trots det blev Whirlwind med Merlin-motorer och förlängda vingar så småningom verklighet i form av Westland Welkin.

## Användning

En Whirlwind beväpnad med 277 kg bomber under vingarna under utprovningen till jaktbombare vid Boscombe Down.

Bara två flygdivisioner, No.137 och No.263 Squadron, utrustades med Whirlwinds. Vi det laget hade RAF Bomber Command slutat med bombflygningar dagtid, så behovet av ett jaktflygplan med lång räckvidd för att eskortera bombflygplan fanns inte längre. Eftersom Rolls-Royce Peregrine hade en enväxlad kompressor avtog prestandan med höjden. Whirlwind presterade därför bäst på låg höjd vilket passade bra för attackuppdrag. De fyra automatkanonerna kompletterade av en bomb under vardera vingen visade sig vara effektiva vapen mot S-båtar, lokomotiv och stridsvagnar. Den första luftstridssegern vanns 8 februari 1941 då en Whirlwind från No.263 Squadron sköt ner en Arado Ar 196. Den kraftiga beväpningen var effektiv mot bombflygplan och flera Ju 88:or och Do 217 sköts ner av Whirlwinds. Under så kallade Rhubarb-uppdrag då man anföll mål i norra Frankrike för att locka upp tyska jaktflygplan i luften drabbade Whirlwinds samman med Bf 109:or och Fw 190:or och stod sig väl i kampen. Whirlwind togs ur tjänst i slutet av 1943 och ersattes av Hawker Typhoon. De flesta skrotades, endast ett fåtal sparades för tester, bland annat en som lånades ut till USA:s flotta och en som lämnades tillbaka till Westland Aircraft.

## Konstruktion

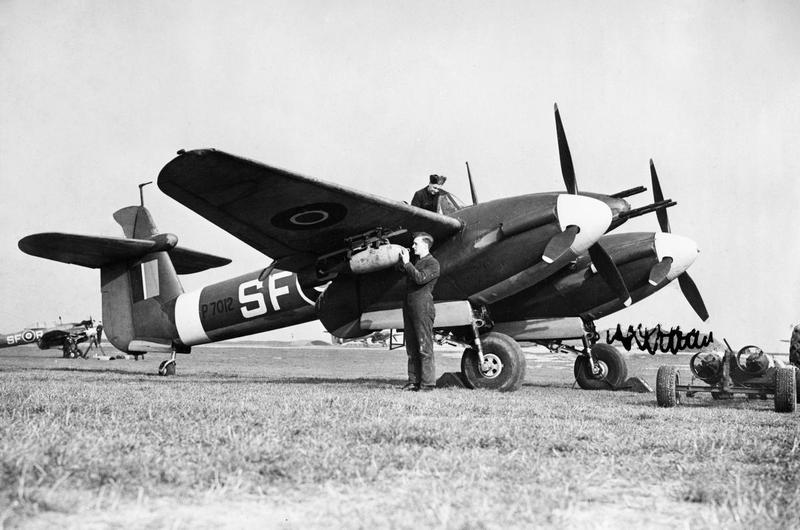
Bomber lastas på en Whirlwind tillhörande No.137 Squadron i Charmy Down, mars 1943.

Whirlwind var konstruerat helt i metall. Främre delen av flygkroppen och vingarna var tillverkade av aluminium medan stjärten och bakre delen av flygkroppen var av magnesium. Plåtarna var nitade med försänkta nitar för att ge minimalt luftmotstånd. Flygplanet var lågvingat med två motorgondoler under vingarna. Motorerna var två stycken Rolls-Royce Peregrine på 885 hk som drev var sin trebladig de Havilland-propeller med propellerregulator. Kylarna satt inuti de inre vingarna och användes också för att värma upp cockpit. Piloten satt relativt högt under en bubbelformad huv vilket gav god sikt. Stjärten var T-formad med stabilisatorn placerad halvvägs upp på fenan för att hamna ovanför propellrarnas turbulens. Sidorodret var därför delat i två delar ovanför och under stabilisatorn. Huvudbeväpningen var fyra stycken 20 mm Hispano Mk.I automatkanoner med 60 patroner vardera placerade i nosen. För attackuppdrag kunde de kompletteras med en 113 kg (250 lb) eller 227 kg (500 lb) bomb under vardera vingen.

## Varianter
- P.9 – Två prototyper
- Mk.I – Jaktflygplan. 114 byggda av 200 beställda.
- Mk.II – Jaktbombflygplan med fästen för bomber under vingarna. Minst 67 ombyggda från Mk.I
- P.9 Vickers S – En av prototyperna ombyggd för att bära en 37 mm Vickers S automatkanon.[5]
- P.9 Belt fed – En av prototyperna ombyggd för att bära fyra stycken bandmatade 20 mm Hispano mk.I automatkanoner.[5]
- P.9 Browning Mk II – En av prototyperna ombyggd för att bära tolv stycken 7,7 mm Browning mk.II kulsprutor.[5]

## Liknande flygplan
- de Havilland Hornet
- Focke-Wulf Fw 187 Falke
- Grumman F7F Tigercat
- Messerschmitt Me 410